# Schizymenium costaricense
Schizymenium costaricense là một loài Rêu trong họ Bryaceae. Loài này được (A.J. Shaw & H.A. Crum) A.J. Shaw miêu tả khoa học đầu tiên năm 1985.